# Carvalhosa
Carvalhosa é uma vila portuguesa sede da Freguesia de Carvalhosa do Município de Paços de Ferreira, freguesia com 5,97 km² de área e 4514 habitantes (censo de 2021), tendo, assim, uma densidade populacional de 756,1 hab./km².
A povoação de Carvalhosa foi elevada à categoria de vila em em 9 de dezembro de 2004.
A Freguesia de Carvalhosa confina a norte com as freguesias de Eiriz e Sanfins, Lamoso e Codessos, a sul com as freguesias de Paços de Ferreira e Meixomil, a nascente com as freguesias de Figueiró, Freamunde e Ferreira, e a poente com Eiriz e Meixomil.

## Demografia
A população registada nos censos foi:
| Distribuição da População por Grupos Etários | Distribuição da População por Grupos Etários | Distribuição da População por Grupos Etários | Distribuição da População por Grupos Etários | Distribuição da População por Grupos Etários |
| -------------------------------------------- | -------------------------------------------- | -------------------------------------------- | -------------------------------------------- | -------------------------------------------- |
| Ano                                          | 0-14 Anos                                    | 15-24 Anos                                   | 25-64 Anos                                   | > 65 Anos                                    |
| 2001                                         | 957                                          | 667                                          | 2264                                         | 369                                          |
| 2011                                         | 866                                          | 639                                          | 2604                                         | 474                                          |
| 2021                                         | 634                                          | 562                                          | 2636                                         | 682                                          |

## História
Em termos arqueológicos, as prospecções aqui realizadas, dizem-nos que este território foi habitado desde tempos imemoriais, até porque reunia todas as condições propícias à fixação desses povos na região. No seu perímetro físico foram identificados o Castro de São Domingos, na fronteira com as freguesias vizinhas de Ferreira e Paços de Ferreira, e as necrópoles de São Roque e de Peias.
No Castro foram identificados vestígios de muralhas defensivas, alguns fragmentos de cerâmica de pasta grosseira e fabrico manual, anterior à romanização e algumas ânforas romanas. Embora não tenha sido estudado exaustivamente como seria exigível, os estudos até agora realizados levam a supor ter sido um local com algum relevo à época e com um razoável tempo de ocupação.
A Necrópole de São Roque que foi descoberta em 1952, a quando da abertura de uma estrada, contribuiu com imenso espólio para o estudo dos povos que remotamente povoaram este espaço. Foram descobertas algumas sepulturas com oferendas diversificadas e casas e fornos, identificativos de um núcleo habitacional ligado a uma necrópole. Do espólio recolhido, que se encontra disperso em colecções particulares, merecem destaque onze peças intactas de cerâmica comum, cinco jarros, dos quais se destacam três por terem bocal trilobado, três bilhas de embocadura de anel côncavo e dois copos, tudo em cerâmica.
De Peias, onde foi encontrado algum espólio ocasional (um jarro e duas bilhas) pouco se sabe. Dizem que neste lugar teria existido uma necrópole, embora tudo continue envolto em muitas duvidas. São precisas novas prospecções para uma identificação correta do local.
Carvalhosa é povoação muito antiga, cuja existência, segundo documentos medievais, se confunde com a fundação da nacionalidade. Por essa altura (séc. X/XII) pertencia à Terra de Sousa (área situada entre os vales do Tâmega e Ferreira), cuja tenência era exercida pela família dos Sousas, como recompensa dos serviços prestados ao rei. Nos começos do séc. XIII, nas Inquirições de 1220 (inquérito patrimonial régio), toda esta região onde Carvalhosa estava incorporada, aparece abrangida pela designação comum de Terra de Ferreira (área situada entre os rios Sousa e Ferreira). Novo ordenamento que resulta das alterações políticas ocorridas no séc. XII, durante o reinado de D. Afonso II (1210 – 1223), quando se procura recuperar para a Coroa a autoridade pública que se tinha perdido a favor das famílias nobiliárquicas. Intensas lutas de interesses se desenvolveram durante o reinado de D. Sancho II (1223 – 1248) e se prolongaram pelo de seu filho D. Afonso III (1248 – 1279). Mas é com este monarca que o poder régio é instituído, conduzindo tal facto a um novo reordenamento administrativo do reino. Por isso, o concelho de Paços de Ferreira, nas Inquirições de 1258, passa a integrar-se em dois julgados (de Refojos e Aguiar de Sousa). Carvalhosa ficaria no Julgado de Aguiar de Sousa e na Arquidiocese de Braga.
Em 1835, passou a pertencer ao Termo do Porto e a depender da sua Câmara Municipal. Com a criação do concelho de Paços de Ferreira, em 1836, passa a ser parte integrante deste município, até aos dias de hoje.

### Lugares
A Vila de Carvalhosa, numa alusão clara ao seu passado rural, encontra-se dividida em vários lugares, sendo que a população Carvalhosense ainda hoje se identifica mais com estes topónimos do que com os nomes das atuais ruas. Os lugares de Carvalhosa são os seguintes:
- Aldeia Nova
- Aldozinde
- Alminhas
- Alto dos Grilos
- Baiuca
- Bande
- Barreiras
- Boavista
- Carral
- Cruz
- Cruzeiro
- Fábrica
- Facho
- Fontão
- Fonte Boa
- Fontelas
- Igreja
- Lamelas
- Monte
- Monte Gonçalo
- Moinho Velho
- Peias
- Raivosa
- Real
- Sanguinhais
- São Domingos
- São Roque
- Vila Cova

## Património

### Igreja Matriz

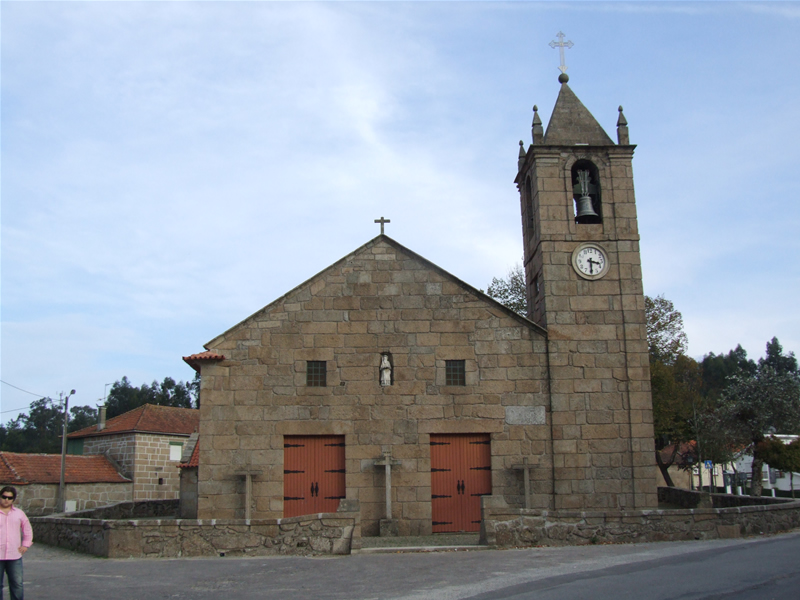
Igreja Matriz de Carvalhosa (Fachada Principal)

A Igreja Matriz de Carvalhosa é um templo de arquitetura única em Portugal. De planta retangular composta por duas naves, cabeceira com duas capelas, anexos adossados a ambos os lados e torre sineira adossada ao lado direito, com coberturas interiores diferenciadas em falsas abóbadas de berço de madeira, de execução recente e escassamente iluminada por janelas retilíneas novecentistas e por janelas em capialço de execução seiscentista. Fachada principal em empena simples, com dois eixos de vãos, compostos por duplo portal axial, do tipo dintelado, encimado por duas janelas retilíneas e um nicho central com imagem gótica do padroeiro São Tiago Maior. No lado direito, a torre sineira novecentista, mas efetuada segundo modelos do séc. XVII, de dois registos, com ventanas de volta perfeita e cobertura em coruchéu piramidal revestido a cantaria. Fachadas rematadas em cornija, as laterais rasgadas por portas travessas de verga reta. Interior com duas naves divididas por arcada de volta perfeita, assente em pilastras toscanas, dando origem à nave e capela paroquial e a uma nave e capela da Irmandade do Santíssimo. Possui coro-alto de madeira de feitura recente e capela batismal no lado da Epístola. Possui estruturas retabulares de talha, executada em épocas diversas, duas maneiristas na nave, a da capela-mor, rococó, e a da Capela do Santíssimo, neoclássica. A Capela-mor é revestida de azulejos do séc. XVII. Destaque, ainda, para a Árvore de Jessé, um importante trabalho, do séc. XVIII, com grande significado iconográfico. A Igreja encontra-se rodeada por 14 cruzeiros, formando uma Via Sacra completa, com alguns exemplares datados do séc. XVIII.

### Capela de Santa Luzia
Arquitetura religiosa, setecentista (1703). Capela de planta retangular de espaço único iluminada unilateralmente, por fresta rasgada na fachada lateral esquerda, junto à zona do altar-mor. Fachada principal em empena e com portal de verga reta, dintelado. Interior com simples mesa de altar e nicho na prede testeira.

### Mosteiro de Bande (Carmelo)
Em Bande encontra-se o Carmelo do Imaculado Coração de Maria, um mosteiro de Irmãs Carmelitas Descalças e que possui, ainda, uma hospedaria monástica para todos aqueles que pretendam descansar ou realizar um pequeno retiro.

### Capela do Senhor do Lírio Escuro
Situada em pequena elevação, à qual se pode aceder da rua do Senhor do Bonfim por um caminho de terra batida, esta capela que recentemente sofreu restauro, foi mandado edificar por António Ferreira Neto, que morava no lugar do Outeiro e era Comissário do Rei, no séc. XVIII. É uma capela muito simples, sem grandes elementos arquitetónicos. Toda ela com cantaria à vista tem fachada principal com empena triangular rematada por uma torre sineira de recente colocação e do lado esquerdo uma fresta característica do século da sua construção. No interior possui um pequeno altar em cantaria e uma bela imagem do Senhor do Lírio.
O principal destaque vai para uma coluna em granito existente no exterior da capela, perto da porta, que teria servido como suporte de um cruzeiro, na qual foram gravadas em relevo uma caveira e duas tíbias em cruz.

### Casa do Fontão / Capela de São Bento
A Casa de Fontão, é uma solarenga moradia do séc. XVIII (infelizmente a precisar que alguém ou alguma entidade ponha cobro à sua degradação), que pertenceu a António Carneiro Leão, Cavaleiro da Ordem de Cristo.
Anexa à casa está a Capela de São Bento, construída em 1733, a expensas de António Carneiro Leão, para que seus pais já idosos não tivessem de se deslocar à Matriz. Exteriormente é uma Capela simples sem grandes preocupações arquitetónicas. Vale pelo seu interior onde se destacam vários elementos decorativos tais como: um retábulo barroco com pinturas e talha rocaille, com decoração à base de pássaros, anjos e cachos de uvas; duas imagens, uma de Nossa Senhora da Aparecida e outra de São Francisco de Assis; e cinco sepulturas talhadas no chão, cobertas por taburnos.

### Casa da Botica (ou Casa da Ponte)
Esta brasonada Casa da Botica, erigida no séc. XVIII, foi pertença dos Botelhos-Brandões, família de grandes posses, de cujo seio saíram vários sacerdotes e Oficiais de Ordenanças. Também conhecida por Casa da Ponte, o nome de Casa da Botica acabou por se sobrepor por nela ter existido, durante muito tempo, a única Botica (farmácia) das redondezas.
No séc. XVIII era uma casa com grande opulência, a ela pertencia a generalidade das terras das redondezas. Contudo na primeira metade do século seguinte, a má administração financeira do seu proprietário, o Capitão José Joaquim Brandão, levou a que todos os seus bens fossem penhorados, os quais posteriormente foram divididos e vendidos em hasta pública a terceiros.

### Ponte Joanina
Situada a cerca de 150 metros da Casa da Botica, esta ponte Joanina, sobre o rio de Carvalhosa, terá sido construída no reinado de D. João V (século XVIII) por forma a facilitar o atravessamento do rio por parte daqueles que, provenientes de terras mais a norte, como Guimarães e Vizela, demandavam o litoral, sobretudo o Porto.
Construída totalmente em pedra bem aparelhada e em estilo românico, tem um só arco circular, possuindo igualmente, do lado norte uma abertura retangular, para permitir a passagem das águas de uma levada paralela ao rio.
Atualmente encontra-se inserida numa via de utilização rural e está a necessitar de um pouco de atenção para que não se venha a perder este interessante monumento.

### Monumento aos Párocos
Colocado no largo da Igreja Matriz, com o intuito de homenagear todos os párocos que já passaram pela freguesia, esta escultura contemporânea, é da autoria do escultor concelhio de seu nome José Carlos Nogueira.
Pode ainda também ser contemplado como o “Monumento À Vida”, hoje somos crianças para aprender, amanhã o adulto para ensinar e depois do amanhã o ancião que sabe confiar na geração futura e entrega o cajado à juventude.
Este Monumento pretende também ser um monumento à cultura, “O livro” ,“A Palavra” ,“Good”, onde cada um efetua a sua própria leitura de sempre atual.

## Simbologia do Brasão
- Quatro Castelos *Símbolo de Vila
- Cruz da Ordem dos Templários *Testemunho da existência da povoação de Carvalhosa ao tempo da nacionalidade. É também prova da presença desta ordem em Carvalhosa. A Igreja Matriz possui várias pedras espalhadas pela sua construção com o este símbolo e que atesta a grande fé deste povo.
- As espigas douradas *Representam a riqueza da terra que alimentou este povo ao longo dos séculos. A sua folhagem verde representa a esperança do povo no progresso.
- A roda dentada *Símbolo da indústria, hoje a atividade dominante em Carvalhosa.
- A ponte e o arco de prata *Símbolo da antiguidade e a beleza do património, que se pode admirar na construção dos sete arcos existentes na Igreja matriz. A ponte símbolo de passagem. Por Carvalhosa passavam as gentes do Norte nas suas idas para o litoral, nomeadamente as gentes das zonas de Guimarães e arredores. É também símbolo de viagem e de imigração.

## Geografia
Situada em território fértil da Chã de Ferrara a uma altitude média de 300 a 400 metros, apresenta uma extraordinária paisagem em tons de verde, para a qual em muito contribuem os pequenos córregos e cursos de água que correm pela freguesia, intercalada pelo casario que vem tomando conta de todo o espaço. A freguesia é atravessada por dois rios de pequeno caudal. O rio Carvalhosa que nasce em Lustosa no concelho de Lousada e desagua no rio Ferreira, após percorrer cerca de dez quilómetros a uma altitude média de 311 metros e o rio Jogo, fonte APA, Agência Portuguesa do Ambiente, mas popularmente conhecido como rio de Fontão, Rio de Sanguinhais, Rio Morto ou Rio de Peias, nasce em Raimonda no concelho de Paços de Ferreira e percorre dois quilómetros e meio até desaguar no Rio Carvalhosa.

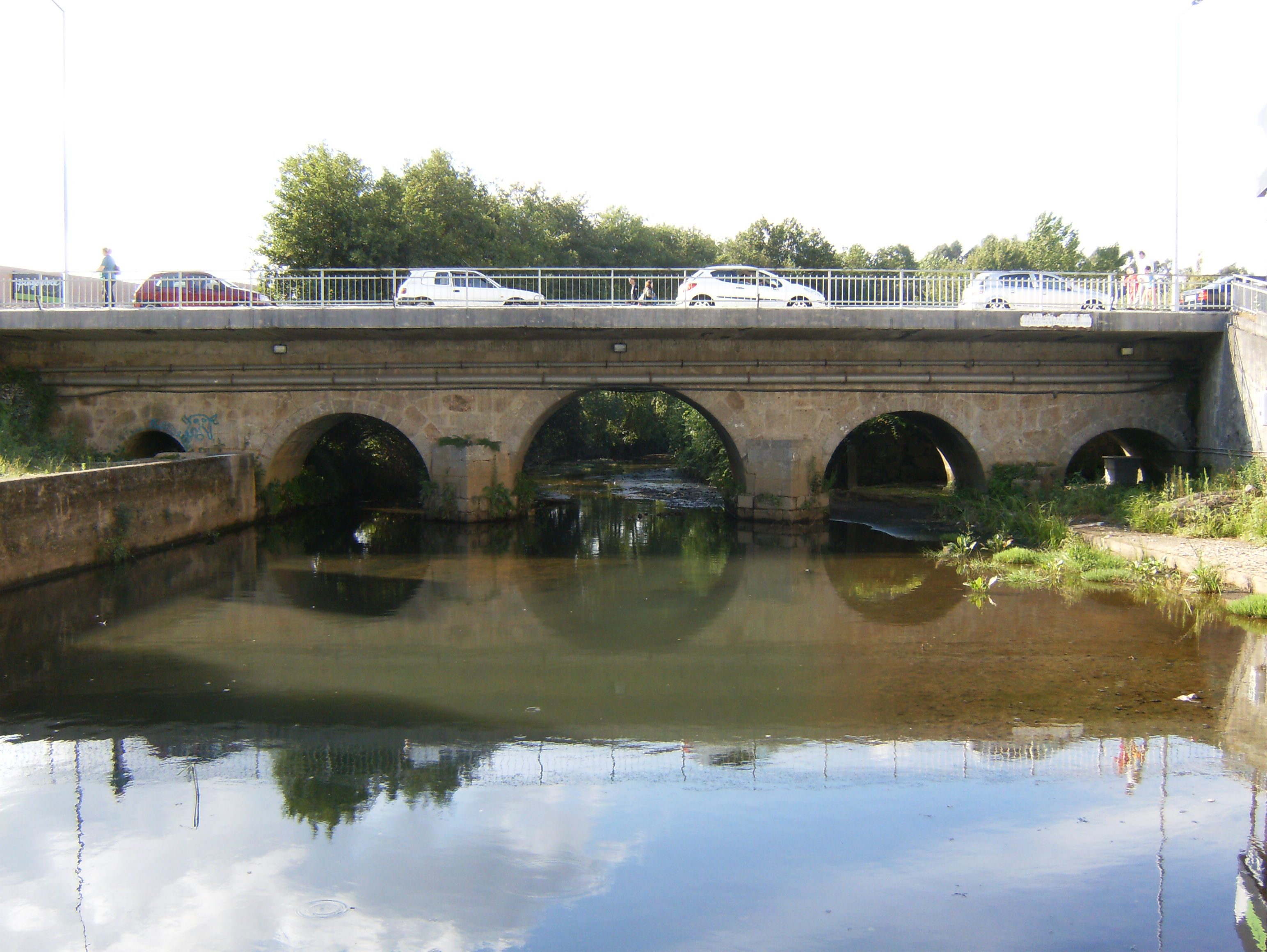
Rio Carvalhosa na Ponte Nova, à entrada da cidade

## Agricultura
Devido às sua características geográficas, os seus habitantes dedicaram-se durante séculos à agricultura. No século XVIII, apareceram referências à confecção da croça, agasalho para o frio e para a chuva, que era vendido por todo o país, mas principalmente na província de Trás-os-Montes e Alto Douro, por zonas de rigoroso inverno.

## Atualidade
Atualmente, a vila de Carvalhosa pouco ou nada tem a ver com esse passado agrícola, o seu progresso nas ultimas décadas tem sido uma constante. O forte incremento conseguido, quer ao nível comercial, quer ao nível industrial, com especial relevância para o setor do mobiliário, em muito contribuiu para essa evolução. A elevada oferta de emprego e as boas acessibilidades de que dispõe são os principais sinais de que o crescimento demográfico e o crescimento económico estão sustentados num modelo de desenvolvimento adoptado às suas reais capacidades, transformando a freguesia num espaço urbano qualificado.
O setor industrial, devidamente agrupado em áreas industriais com boas infra-estruturas, faz com que a freguesia seja uma das mais industrializadas do concelho. É aqui, no lugar de São Domingos que se encontra a maior superfície comercial de exposição de móveis permanente (Domóvel), o Pavilhão da Associação Empresarial de Paços de Ferreira, onde se realiza anualmente, a feira da Capital do Móvel, que atrai milhares de visitantes e o Centro Comercial Ferrara Plaza. Os têxteis, o vestuário, a serração e a transformação de madeiras e metalomecânica são outras das atividades, ligadas a este setor, com grande importância na economia local e regional.
Como consequência desta evolução é de assinalar a existência de um grande numero de empresas ligadas ao setor dos serviços, para satisfação e comodidade da população que aqui vive.

## Festas e Romarias
Carvalhosa tem a principal romaria que é dedicada à Nossa Senhora do Rosário e que se realiza nos finais do mês de Agosto ou na primeira semana de Setembro. Com tradições seculares(pois dela já se fala em 1700), esta romaria sempre conjugou de modo quase perfeito o religioso com o profano. A festa começa quatro dias antes com a realização de noitadas, onde a algazarra de convívio social se confunde com os pregões dos vendedores ambulantes de bugigangas, brinquedos, de comes e bebes(tasquinhas) e com o fogo de artifício que diariamente e estrondosamente ecoa pelos ares da freguesia. As bandas de música e os artistas de variedades também não podem faltar. Contudo o ponto alto da romaria é sem dúvida a realização da procissão que, segundo algumas opiniões, é uma das mais bonitas que se realizam na zona do norte. Todo o circuito é enfeitado por um tapete de flores, elaborado pelas pessoas dos lugares onde esta passa. Com mais de uma dezena e meia de andores, onde a Nossa Senhora do Rosário tem lugar de destaque e mais de 200 figuras merece que, à data da sua realização, as pessoas do concelho ou concelhos vizinhos se desloquem aqui para apreciar a sua majestade.

## Artesanato
Diz-se e com razão que o artesanato é a alma dum povo. Mãos hábeis que, ao longo de séculos, foram transformando as matérias primas que a natureza lhes foi dando. Antes da industrialização apenas o trabalho manual supria as necessidades das comunidades. Felizmente ainda há quem se dedique, de alma e coração a esta nobre arte, a fim de não a deixar morrer por completo.
Infelizmente a vila de Carvalhosa na atualidade, praticamente não tem artesãos, a não ser as poucas mulheres que ainda se dedicam à arte de bem saber bordar, mas para proveito próprio.
Mas nem sempre foi assim, ainda no século passado (séc. XX) havia nesta localidade vários artesãos que delicadamente se entregavam à elaboração de croças (casacões feitos de palha ou junco), cestos de vime, mantas, tapetes, passadeiras e flores de papel de seda.
A arte de bem saber fazer croças era única no país, nos tempos áureos da sua confecção, eram cerca de 250 os artesãos que a ela se dedicavam, para complemento dos seus rendimentos. Na Escola EB1 de S. Roque existe um exemplar para recordação dessa atividade.
Felizmente que a juventude de Carvalhosa, apoiada pelo escultor José Carlos Nogueira, pretende manter viva a confecção da croça como símbolo e imortalidade dos nossos antepassados.

## Associativismo
Num mundo cada vez mais individualista, onde cada vez mais as pessoas são levadas a viver cada uma para si, é sem dúvida, um ato de coragem o papel que assumem os dirigentes associativos que, pelo seu trabalho desinteressado, contribuem para manter vivos estes espaços culturais e de solidariedade social. Comunidade onde não existam estes espaços de vida comunitária é muito mais propícia ao aparecimento de situações de marginalidade, de conflitualidade social e de solidão. Felizmente, a Vila de Carvalhosa, tem homens e mulheres que, por carolice, se dedicam de alma e coração a esta causa. É de inteira justiça, que em jeito de homenagem, aqui deixemos os nomes dessas associações:
- Associação BTT Pandilhas a Monte de Carvalhosa;
- Associação Cultural e Recreativa as Croceiras de Carvalhosa;
- Associação de Desenvolvimento e Amigos da Terra de Carvalhosa – Adaterra;
- Associação Desportiva Campo do Lírio – ADCL;
- Associação Juventude Viva;
- Associação Protetora dos Animais do Concelho de Paços de Ferreira “Os Pecaninos”
- Confraria da Senhora do Rosário;
- Comissão de Festas em Honra de Nossa Senhora do Rosário de São Tiago de Carvalhosa;
- Centro Social e Paroquial de Carvalhosa;
- Conferência Vicentina de São Tiago de Carvalhosa;
- Grupo de Bombos “Os Menaços” de Carvalhosa;
- Grupo de Cavaquinhos de Fontão;
- Grupo de Cavaquinhos de São Roque;
- Grupo de Jovens Maranata de Carvalhosa;
- Grupo Motard de Carvalhosa, São Rafael;
- Representantes dos Pais Centro Escolar de Carvalhosa;
- Tuna de Carvalhosa.